# Get It Up
«Get It Up» es la canción debut del grupo de funk The Time, como parte de su álbum debut del mismo nombre de 1981, la cual fue producida, compuesta e interpretada por Prince y Morris Day, quien posteriormente añadió su voz principal. "Get It Up" fue versionada en 1993 por el grupo de R&B TLC para la banda sonora de la película Poetic Justice, convirtiéndose así en un éxito rotundo gracias a esto y también convirtiéndose en uno de sus éxitos como grupo musical, siendo incluida posteriormente en su álbum de grandes éxitos, Now and Forever: The Hits. El video para la versión de TLC fue filmado alrededor de junio de 1993.

## Listas
| Listas (1993)                          | Mejor posición |
| -------------------------------------- | -------------- |
| Nueva Zelanda (Recorded Music NZ)      | 25             |
| Estados Unidos (Billboard Hot 100)     | 42             |
| Estados Unidos (Hot R&B/Hip-Hop Songs) | 15             |
| Estados Unidos (Rhythmic)              | 14             |